# Prelatura territoriale di Jesús María
La prelatura territoriale di Jesús María (in latino Praelatura Territorialis Nayariana de Iesu et Maria) è una sede della Chiesa cattolica in Messico suffraganea dell'arcidiocesi di Guadalajara. Nel 2023 contava 139.000 battezzati su 155.000 abitanti. È retta dal vescovo Andrés Sáinz Márquez.

## Territorio
La prelatura territoriale comprende 3 comuni messicani: Huajicori e El Nayar nello Stato di Nayarit, e il comune di Mapimí nello Stato di Durango.
Sede prelatizia è la città di Jesús María, capoluogo del comune di El Nayar, dove si trova la cattedrale di Gesù e Maria.
Il territorio si estende su una superficie di 25.000 km² ed è suddiviso in 16 parrocchie.

## Storia
La prelatura territoriale è stata eretta il 13 gennaio 1962 con la bolla Venerabilis Frater di papa Giovanni XXIII, ricavandone il territorio dall'arcidiocesi di Durango e dalle diocesi di Tepic e di Zacatecas.

## Cronotassi dei vescovi
Si omettono i periodi di sede vacante non superiori ai 2 anni o non storicamente accertati.
- Manuel Romero Arvizu, O.F.M. † (24 maggio 1962 - 27 giugno 1992 dimesso)
- José Antonio Pérez Sánchez, O.F.M. † (27 giugno 1992 succeduto - 27 febbraio 2010 dimesso)
- José de Jesús González Hernández, O.F.M. (27 febbraio 2010 - 11 febbraio 2022 nominato vescovo di Chilpancingo-Chilapa)
  - Sede vacante (2022-2025)
- Andrés Sáinz Márquez, dal 26 febbraio 2025

## Statistiche
La prelatura territoriale nel 2023 su una popolazione di 155.000 persone contava 139.000 battezzati, corrispondenti all'89,7% del totale.
| anno | popolazione | popolazione | popolazione | presbiteri | presbiteri | presbiteri | presbiteri                | diaconi | religiosi | religiosi | parrocchie |
| anno | battezzati  | totale      | %           | numero     | secolari   | regolari   | battezzati per presbitero | diaconi | uomini    | donne     | parrocchie |
| ---- | ----------- | ----------- | ----------- | ---------- | ---------- | ---------- | ------------------------- | ------- | --------- | --------- | ---------- |
| 1966 | 33.000      | 37.000      | 89,2        | 10         | 1          | 9          | 3.300                     |         | 2         | 15        | 9          |
| 1968 | 48.000      | 65.000      | 73,8        | 13         |            | 13         | 3.692                     |         | 22        | 16        | 7          |
| 1976 | 55.000      | 60.000      | 91,7        | 15         |            | 15         | 3.666                     |         | 21        | 24        | 10         |
| 1980 | 77.700      | 82.900      | 93,7        | 17         |            | 17         | 4.570                     | 1       | 25        | 30        | 11         |
| 1990 | 146.000     | 150.000     | 97,3        | 15         |            | 15         | 9.733                     | 1       | 27        | 29        | 12         |
| 1999 | 200.000     | 220.000     | 90,9        | 25         | 10         | 15         | 8.000                     | 1       | 28        | 6         | 15         |
| 2000 | 210.000     | 225.000     | 93,3        | 23         | 10         | 13         | 9.130                     | 1       | 24        | 6         | 15         |
| 2001 | 160.000     | 175.000     | 91,4        | 23         | 10         | 13         | 6.956                     | 1       | 19        | 6         | 15         |
| 2002 | 117.000     | 130.000     | 90,0        | 25         | 9          | 16         | 4.680                     | 1       | 20        | 6         | 15         |
| 2003 | 120.000     | 135.000     | 88,9        | 21         | 10         | 11         | 5.714                     | 1       | 18        | 6         | 15         |
| 2004 | 128.000     | 140.000     | 91,4        | 25         | 10         | 15         | 5.120                     | 1       | 20        | 15        | 15         |
| 2013 | 139.300     | 151.700     | 91,8        | 22         | 10         | 12         | 6.331                     | 2       | 24        | 47        | 15         |
| 2016 | 129.656     | 145.109     | 89,4        | 26         | 14         | 12         | 4.986                     | 2       | 25        | 45        | 17         |
| 2019 | 134.000     | 149.375     | 89,7        | 26         | 14         | 12         | 5.153                     | 2       | 25        | 45        | 17         |
| 2021 | 136.540     | 152.250     | 89,7        | 26         | 14         | 12         | 5.251                     | 2       | 25        | 45        | 17         |
| 2023 | 139.000     | 155.000     | 89,7        | 27         | 15         | 12         | 5.148                     | 1       | 15        | 14        | 16         |